# Villa Literno
 Villa Literno  község (comune) Olaszország Campania régiójában, Caserta megyében.

## Fekvése
A megye délnyugati részén fekszik, Nápolytól 25 km-re északnyugatra, Caserta városától 25 km-re nyugati irányban. Határai: Casapesenna, Trentola-Ducenta, Cancello e Arnone, Casal di Principe, Castel Volturno, Giugliano in Campania és San Cipriano d’Aversa.

## Története
enzionata per la prima volta in un documento del 703 d.C. del duca di Benevento Gisulfo I, 
Első írásos említése 703-ból származik. A következő századokban nemesi birtok volt. A 19. században nyerte el önállóságát, amikor a Nápolyi Királyságban felszámolták a feudalizmust. 1927-ig neve Vico di Pantano, ezt követően kapta a Villa Literno nevet, ami a határában fekvő ókori romvárosra, Liternumra utal. A romváros területe ma Giugliano in Campania része.

## Népessége
A népesség számának alakulása:

## Főbb látnivalói
- Santa Maria Assunta-templom
- Santa Maria del Pantano-templom
- Madonna della Pietà-kápolna